# Custos armorum
Der Custos armorum, was etwa mit Waffenwart übersetzbar wäre, war in der römischen Legion für die Ausbesserung von Rüstungen und Handwaffen und in beschränktem Maße auch deren Produktion zuständig. Dieses Amt wurde entweder Männern übertragen, die vor ihrem Eintritt in die Legion als Schmied ausgebildet worden waren, oder Freiwilligen, die am Standort der Legion lebten und als Tagelöhner angeworben wurden. Der Custos armorum stand in der Hierarchie der Legion sehr hoch, da die Soldaten in der Schlacht von der Qualität seiner Arbeit abhingen. Sein Sold betrug das eineinhalbfache eines Durchschnittslegionärs. Dafür musste er aber auch für die Ausrüstung der Feldschmiede und das Brennmaterial selbst aufkommen. Die Massenproduktion von Waffen und Rüstungen besorgten große Werkstätten in den Rekrutierungszentren des römischen Reiches (hauptsächlich im heutigen Italien).
Die Waffenwarte sorgten auch für Neuerungen bei der Ausrüstung der Soldaten. So wurde der Schienenpanzer (lorica) in der mittleren Kaiserzeit eingeführt. Dieser Panzer zeigt auch die Einflüsse aus anderen Armeen in die römische Militärausrüstung, was vielleicht auch auf die Anwerbung von nichtrömischen Schmieden zurückzuführen ist. 
Auch das Pilum war ein Zeugnis aus der Zusammenarbeit der Custos armorum und den Feldherren. Da sein Eisenschaft nach Julius Cäsar im Gegensatz zur Spitze nicht gehärtet war und sich beim Aufprall verbog, oder später beim zweiten Verbindungsloch nur ein Holzstift eingesteckt wurde, der beim Aufprall zersplitterte, wurde der Speer so für den Gegner unbrauchbar. Nach der Schlacht war es den Schmieden ein Leichtes, die eingesammelten Pila wieder herzurichten. 